# پیلزبری (داکوتای شمالی)
پیلزبری(به انگلیسی: Pillsbury) شهری در ایالت داکوتای شمالی کشور ایالات متحده آمریکا است که جمعیت آن در سرشماری سال ۲۰۱۰ میلادی، ۱۲ نفر بوده‌است.